# رینی استوس
رینـِی اِسته‌وِز (انگلیسی: Renée Estevez؛ زادهٔ ۲ آوریل ۱۹۶۷) یک هنرپیشه اهل ایالات متحده آمریکا است. وی از سال ۱۹۸۶ میلادی تاکنون مشغول فعالیت بوده‌است.
از فیلم‌ها یا مجموعه‌های تلویزیونی که وی در آن‌ها نقش داشته است می‌توان به اسلحه مرگبار، داستان دوروتی دی و بال غربی اشاره نمود.